# Route nationale 51 (Algérie)
Pour les articles homonymes, voir Route nationale 51.
La Route nationale 51 (N51) est une route nationale algérienne. Elle relie la N6 à la N1 en passant par Timimoun.

## Historique
Le tronçon reliant les villes d’El Ménéa et Ouargla, d'une longueur de 125 km, est opérationnel en mars 2022

## Parcours
La RN 51 relie les villes de Timimoun, El Ménéa et Ouargla.